# Goethe-Gedenkstein (Wernigerode)

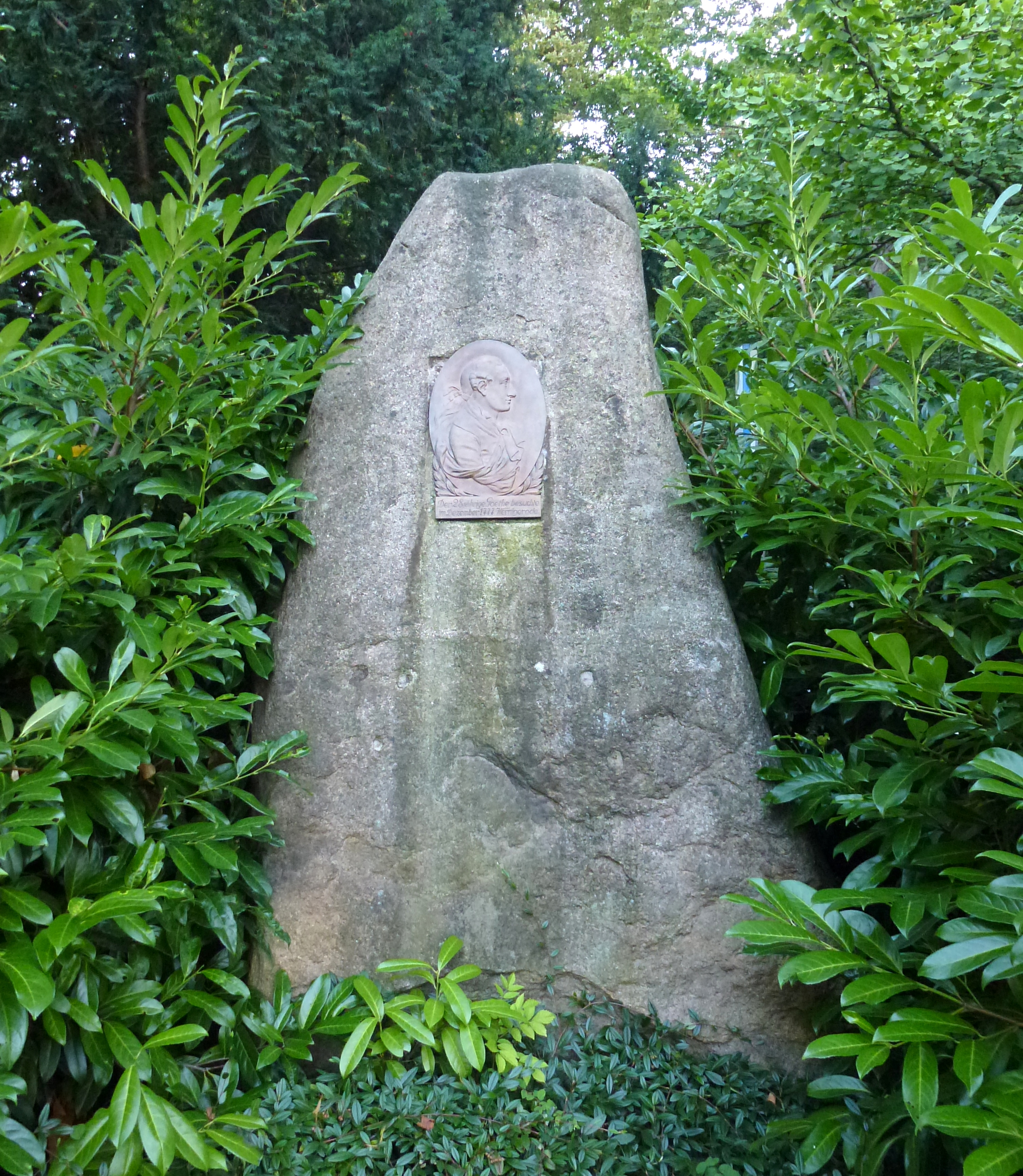
Goethe-Gedenkstein in Wernigerode (2016)

Der Goethe-Gedenkstein ist ein Denkmal in der Stadt Wernigerode im Harz in Sachsen-Anhalt. Er erinnert an den Besuch des Dichters Johann Wolfgang von Goethe in Wernigerode im Spätherbst 1777.
Der Gedenkstein befindet sich in einer Grünanlage im Salzbergtal am Rand der Altstadt von Wernigerode. Er trägt ein Porträt-Medaillon Goethes mit der Aufschrift Der 28jährige Goethe besuchte im Dezember 1777 Wernigerode. Deutlich ist am Gedenkstein zu erkennen, dass er in der Vergangenheit anderweitig genutzt wurde. Er war zu Beginn des Ersten Weltkrieges an gleicher Stelle für einen anderen Zweck als Gedenkstein errichtet worden. Erst nach 1945 wurde im Zuge der Entmilitarisierung und Umwidmung bisheriger Denkmale der Gedenkstein mit einem Goethe-Medaillon versehen und seither als Goethe-Gedenkstein genutzt.
Der Stein erinnert an Goethes Winterreise, die er Ende November 1777 von Weimar aus antrat. Über Ilfeld reiste er nach Wernigerode, wo er den Pfarrerssohn Victor Leberecht Plessing am Oberpfarrkirchhof besuchte. Dieser hatte Goethes 1774 erschienenen Briefroman Die Leiden des jungen Werthers gelesen und war wie der Romanheld der Selbsttötung nahe. Goethe gelang es, den Sohn des Superintendenten Plessing vor einem ähnlichen Schicksal zu bewahren. Goethe war allerdings nicht unter seinem eigentlichen Namen gereist, sondern gab vor, ein Künstler aus Gotha zu sein.
In Wernigerode besuchte Goethe nicht das Schloss und den von dort regierenden Grafen Christian Friedrich zu Stolberg-Wernigerode, sondern reiste von hier aus gleich nach Goslar weiter. Übernachtet hatte er zuvor in einem Gasthof am Wernigeröder Marktplatz, der heute nicht mehr besteht. Lediglich eine Holztafel erinnert dort noch heute an den namhaften Gast.
Im Denkmalverzeichnis der Stadt Wernigerode ist der Goethe-Gedenkstein als Kleindenkmal unter der Erfassungsnummer 094 03305 verzeichnet.
Der Schriftsteller Bernd Wolff verarbeitete Goethes Brockenfahrten in einer Tetralogie. Im 1987 in Berlin erschienenen ersten Teil Winterströme. Goethes Harzreise 1777 (Verlag der Nation, Berlin ISBN 3-373-00075-0, Neuauflage 2008 im Pforte Verlag Dornach, Schweiz ISBN 978-3-85636-210-2) beschrieb Bernd Wolff auch Goethes Aufenthalt in Wernigerode.